# 데누보
데누보(Denuvo) 또는 데누보 안티-탬퍼(Denuvo Anti-Tamper)는 소니 DADC 디지털웍스의 경영자 매수(MBO)를 통해 설립된 기업인 오스트리아 기업 데누보 소프트웨어 솔루션스가 개발한 디지털 권리 관리(DRM) 스킴이다.

## 기술
많은 보고서들은 데누보 안티 탬퍼가 "지속적으로 자신을 암호화하고 복호화해서 크랙하기 불가능하다"고 여겼다." 데누보 소프트웨어 솔루션은 이 기법은 "저장소 미디어의 어느 데이터도 지속적으로 암호화하고 복호화하지 않는다. 그렇게 하는 것은 성능 상으로든 보안 상으로든 이득이 없다"라고 언급했다. 이 회사는 데누보 안티 탬퍼가 어떻게 동작하는지에 대해서는 공개하지 않았다. 중국 와레즈 그룹 3DM은 2014년 12월 1일 데누보 안티 탬퍼를 깼다고 주장했다. 이 그룹은 이 기법이 각 설치된 시스템의 특정한 하드웨어의 고유한 키를 필요로 하는 "64비트 암호화 머신"과 관련 있다고 주장했다.
이후 12월 초, 이 그룹은 일렉트로닉 아츠 사의 오리진 온라인 액세스 DRM을 보호하기 위해 데누보 안티 템퍼를 사용한 비디오 게임 드래곤 에이지 : 인퀴지션의 크랙을 공개하였다. 그러나 이것은 거의 한 달이 걸린 것이었는데 이는 일반적인 PC 게임들 보다 긴 기간이었다. 개발사에 문의하자 데누보는 "모든 보호된 게임은 결국 크랙되게 되어 있다"라고 말했다. 아스 테크니카(Ars Technica)는 대부분의 메이저 게임들은 발매 후 30일 안에 크랙되는데 만약 크래킹 되는데 두드러질 정도로 오래 걸린다면 발매사들도 데누보를 성공했다고 인식할 것이다고 언급했다.
데누보가 보호하는 게임들은 매일 24시간 모든 하드웨어의 변화의 변화에 대한 온라인 재활성화를 필요로 한다.
2016년 1월 3DM이 《저스트 커즈 3》에 대한 크래킹 시도를 거의 포기했다고 알려졌다. 이것은 데누보에 의해 보호되는 것으로서 이 과정과 관련된 어려움 때문이라는 것이다. 그들은 현재 암호화 기술의 발전으로 인해 2년 안에 비디오 게임에 대한 크래킹이 불가능해질 수 있다고 경고했다. 데누보의 Thomas Goebl은 이 기술로 인해 몇몇 콘솔에서만 발매하던 게임들이 PC 발매를 선택할 수 있다고 믿고 있다. 3DM은 데누보 안티 탬퍼에 대한 연구를 중단할 것이고 2016년 2월 이후 한 해 동안 모든 싱글 플레이 게임에 대한 크래킹을 중지하였으며, 다른 크래커들에 의존하면서 1년 동안 중국에서 판매가 증가하였는지를 보고 있다는 발표가 있었다.
2016년 8월 초, 데누보로 보호된 둠이 Voksi로 알려진 크래커에 의해 우회된 것이 확인되었다. 다른 게임들은 발매 이후 다음에 따른 기단 만에 우회된 것이다. 비록 이러한 우회에서 사용되는 익스플로잇이 첫 우회가 공개된지 3일 만에 패치되었지만, 라이즈 오브 더 툼 레이더, 인사이더, 둠이 와레즈 그룹인 CONSPIR4CY에 의해 완전하게 크랙되었고 성공적으로 데누보 보호를 에뮬레이팅하였으며 남은 게임들에 대한 패치를 앞당기는 중이라는 소식은 계속되었다.
플레이데드는 이후 추후 패치에서 자신의 게임 《인사이드》에 대한 데누보를 제거하였다. 이드 소프트웨어도 2016년 12월에 둠에서 데누보를 제거하였다. 크라이텍은 이후에 VR 게임 《더 클림》에서 데누보를 제거하였다.
2017년 1월 29일 《바이오하자드 7 레지던트 이블》이 발매 이후 단지 5일 만에 크랙되었는데, 이것은 최신 데누보로 구현된 게임을 가장 빠르게 크랙한 것이었다.
그러나 6월 6일 《철권 7》가 4일 만에 크랙 되었다.

## 논란
몇몇 소비자들은 드라이브에 과도한 양의 데이터를 씀으로 인해 데누보 안티 탬퍼가 SSD의 수명을 줄인다는 의혹을 제기하였다. 데누보 소프트웨어 솔루션은 "데누보 안티 탬퍼는 저장소 미디어의 어느 데이터도 지속적으로 읽고 쓰지 않는다"고 답하였다."

## 데누보 게임 목록
| 이름                                            | 출판사                                | 개발사                                       | 출시일     | 출처            | 크랙된 여부   |
| ----------------------------------------------- | ------------------------------------- | -------------------------------------------- | ---------- | --------------- | ------------- |
| FIFA 15                                         | 일렉트로닉 아츠                       | EA 캐나다                                    | 2014-09-23 | [ 23 ]          | 예            |
| 로드 오브 더 폴른                               | CI 게임즈                             | 덱 13                                        | 2014-10-28 | [ 25 ]          | 예            |
| 드래곤 에이지: 인퀴지션                         | 일렉트로닉 아츠                       | 바이오웨어                                   | 2014-11-18 | [ 27 ]          | 예            |
| 배틀필드: 하드라인                              | 일렉트로닉 아츠                       | 비서럴 게임즈                                | 2015-03-17 | [ 29 ]          | 예            |
| 배트맨: 아캄 나이트                             | 워너 브라더스 인터랙티브 엔터테인먼트 | 록스테디 스튜디오                            | 2015-06-23 | [ 31 ]          | 예            |
| 매드 맥스                                       | 워너 브라더스 인터랙티브 엔터테인먼트 | 아발란치 스튜디오                            | 2015-09-01 | [ 33 ]          | 예            |
| 메탈 기어 솔리드 V: 팬텀 페인                   | 코나미                                | 코지마 프로덕션                              | 2015-09-01 | [ 35 ]          | 예            |
| FIFA 16                                         | 일렉트로닉 아츠                       | EA 캐나다                                    | 2015-09-22 | [ 38 ]          | 아니오        |
| 스타워즈: 배틀프론트                            | 일렉트로닉 아츠                       | EA 디지털 일루션스 크리에이티브 엔터테인먼트 | 2015-11-17 | [ 39 ]          | 아니오        |
| 저스트 코즈 3                                   | 스퀘어 에닉스                         | 아발란치 스튜디오                            | 2015-12-01 | [ 40 ]          | 예            |
| 라이즈 오브 더 툼 레이더                        | 스퀘어 에닉스                         | 크리스털 다이내믹스                          | 2016-01-28 | [ 42 ]          | 예            |
| 언래블                                          | 일렉트로닉 아츠                       | 콜드우드 인터랙티브                          | 2016-02-09 | [ 45 ]          | 예            |
| 플랜츠 vs 좀비 가든 워페어 2                    | 일렉트로닉 아츠                       | 팝캡 게임스                                  | 2016-02-23 | [ 47 ]          | 아니오        |
| 파 크라이 프라이멀                              | 유비소프트                            | 유비소프트 몬트리올                          | 2016-03-01 | [ 48 ]          | 예            |
| 니드 포 스피드                                  | 일렉트로닉 아츠                       | 고스트 게임즈                                | 2016-03-15 | [ 50 ]          | 아니오        |
| 이브: 건잭                                      | CCP 게임즈                            | CCP 게임즈                                   | 2016-03-28 | [ 51 ]          | 아니오        |
| 토탈 워: 워해머                                 | 세가                                  | 크리에이티브 어셈블리                        | 2016-05-24 | [ 52 ]          | 예            |
| 엣지 오브 노웨어                                | 인섬니악 게임스                       | 인섬니악 게임스                              | 2016-06-06 | [ 54 ]          | 아니오        |
| 미러스 엣지 카탈리스트                          | 일렉트로닉 아츠                       | EA Digital Illusions CE                      | 2016-06-07 | [ 55 ]          | 예            |
| 셜록 홈즈: 악마의 딸                            | 빅벤 인터렉티브                       | 프로그웨어스                                 | 2016-06-10 | [ 58 ]          | 예            |
| 압주                                            | 505 게임즈                            | 자이언트 스쿼드 스튜디오                     | 2016-08-02 | [ 60 ]          | 예            |
| F1 2016                                         | 코드마스터스                          | 코드마스터스                                 | 2016-08-19 | [ 62 ]          | 예            |
| 데이어스 엑스: 맨카인드 디바이디드              | 스퀘어 에닉스                         | 에이도스 몬트리올                            | 2016-08-23 | [ 64 ]          | 예            |
| 페른부스 시뮬레이터                             | 에어로소프트                          | TML-스튜디오                                 | 2016-08-25 | [ 66 ]          | 아니오        |
| 챔피언스 오브 안테리아                          | 유비소프트                            | 블루 바이트                                  | 2016-08-30 | [ 67 ]          | 예            |
| 갓 이터 레저렉션                                | 반다이 남코 엔터테인먼트              | 시프트                                       | 2016-08-30 | [ 69 ]          | 예            |
| 갓 이터 2                                       | 반다이 남코 엔터테인먼트              | 시프트                                       | 2016-08-30 | [ 71 ]          | 예            |
| 데메지드 코어                                   | 하이 볼티지 소프트웨어                | 하이 볼티지 소프트웨어                       | 2016-08-30 | [ 73 ]          | 아니오        |
| 위닝 일레븐 2017                                | 코나미                                | PES 프로덕션                                 | 2016-09-13 | [ 74 ]          | 예            |
| FIFA 17                                         | 일렉트로닉 아츠                       | EA 캐나다                                    | 2016-09-27 | [ 76 ]          | 예            |
| 락스미스 2014 리마스터                          | 유비소프트                            | 유비소프트 샌프란시스코                      | 2016-10-05 | [ 78 ]          | 아니오        |
| 월드 랠리 챔피언십 6                            | 빅벤 인터렉티브                       | 카이로톤                                     | 2016-10-14 | [ 79 ]          | 예            |
| 배틀필드 1                                      | 일렉트로닉 아츠                       | EA Digital Illusions CE                      | 2016-10-21 | [ 81 ]          | 예            |
| 저스트 댄스 2017                                | 유비소프트                            | 유비소프트 파리                              | 2016-10-25 | [ 83 ]          | 아니오        |
| 락 밴드 VR                                      | 하모닉스 뮤직 시스템즈                | 하모닉스 뮤직 시스템즈                       | 2016-10-30 | [ 84 ]          | 아니오        |
| 골프존 드라이빙 레인지                          | 골프존                                | 골프존                                       | 2016-11-01 | [ 85 ]          | 아니오        |
| 모토 레이서 4                                   | 마이크로이드                          | 아누만                                       | 2016-11-03 | [ 86 ]          | 예            |
| 풋볼 매니저 17                                  | 세가                                  | 스포츠 인터렉티브                            | 2016-11-04 | [ 88 ]          | 예            |
| 드래곤 프론트                                   | 하이 볼티지 소프트웨어                | 하이 볼티지 소프트웨어                       | 2016-11-06 | [ 91 ]          | 아니오        |
| 예스터데이 오리진                               | 마이크로이드                          | 펜저로 스튜디오                              | 2016-11-10 | [ 92 ]          | 예            |
| 핸드볼 17                                       | 빅벤 인터렉티브                       | 빅벤 인터렉티브                              | 2016-11-11 | [ 94 ]          | 아니오        |
| 디스아너드 2                                    | 베데스다 소프트웍스                   | 아케인 스튜디오                              | 2016-11-11 | [ 95 ]          | 예            |
| 플래닛 코스터                                   | 프론티어 디벨로프먼츠                 | 프론티어 디벨로프먼츠                        | 2016-11-17 | [ 97 ]          | 예            |
| 와치독 2                                        | 유비소프트                            | 유비소프트 몬트리올                          | 2016-11-29 | [ 99 ]          | 예            |
| 데드라이징 4                                    | 캡콤                                  | 캡콤 밴쿠버                                  | 2016-12-06 | [ 101 ]         | 예            |
| 바이오하자드 7 레지던트 이블                    | 캡콤                                  | 캡콤                                         | 2017-01-24 | [ 103 ]         | 예            |
| 테일즈 오브 베르세리아                          | 반다이 남코 엔터테인먼트              | 반다이 남코 엔터테인먼트                     | 2017-01-24 | [ 105 ]         | 예            |
| 코난 엑자일                                     | 펀컴                                  | 펀컴                                         | 2017-01-31 | [ 107 ]         | 아니오        |
| 로빈슨: 더 저니                                 | 크라이텍                              | 크라이텍                                     | 2017-02-07 | [ 109 ]         | 아니오        |
| 포 아너                                         | 유비소프트                            | 유비소프트 몬트리올                          | 2017-02-14 | [ 110 ]         | 아니오        |
| 스나이퍼 엘리트 4                               | 리벨리온 디벨롭먼트                   | 리벨리온 디벨롭먼트                          | 2017-02-14 | [ 111 ]         | 예            |
| 고스트 리콘 와일드랜드                          | 유비소프트                            | 유비소프트 파리                              | 2017-03-07 | [ 99 ]          | 예            |
| 트레인 심 월드®: CSX 헤비 하울                  | 도브테일 게임즈                       | 도브테일 게임즈                              | 2017-03-16 | [ 115 ]         | 예            |
| 니어: 오토마타                                  | 스퀘어 에닉스                         | 플레티넘게임즈                               | 2017-03-17 | [ 117 ]         | 예            |
| 블렛스톰: 풀 클립 에디션                        | 기어박스 퍼블리싱                     | 피플 캔 플라이                               | 2017-04-07 | [ 119 ]         | 예            |
| 스나이퍼: 고스트 워리어 3                       | CI 게임즈                             | CI 게임즈                                    | 2017-04-04 | [ 121 ]         | 예            |
| 드래곤 퀘스트 히어로즈 2: 쌍둥이 왕과 예언의 끝 | 스퀘어 에닉스                         | 오메가 포스                                  | 2017-04-25 | [ 123 ]         | 예            |
| 워해머 40,000: 던 오브 워 3                     | 세가                                  | 렐릭 엔터테인먼트                            | 2017-04-27 | [ 125 ]         | 예            |
| 프레이                                          | 베데스다 소프트웍스                   | 아케인 스튜디오                              | 2017-05-05 | [ 127 ]         | 예            |
| 배틀존                                          | 리벨리온 디벨롭먼트                   | 리벨리온 디벨롭먼트                          | 2017-05-11 | [ 130 ]         | 아니오        |
| 컨스트럭터                                      | 시스템 3                              | 시스템 3                                     | 2017-05-26 | [ 131 ]         | 예            |
| 철권 7                                          | 반다이 남코 엔터테인먼트              | 반다이 남코 스튜디오                         | 2017-06-02 | [ 134 ]         | 예            |
| 헌팅 시뮬레이터                                 | 빅벤 인터렉티브                       | 네오피카                                     | 2017-06-09 | [ 136 ]         | 예            |
| 론 에코                                         | 레디 앳 던                            | 레디 앳 던                                   | 2017-07-20 | [ 138 ]         | 아니오        |
| 에이전트 오브 메이헴                            | 딥 실버                               | 볼리션                                       | 2017-08-15 | [ 139 ]         | 예            |
| 화이트데이: 학교라는 이름의 미궁                | 손노리                                | 손노리                                       | 2017-08-22 | [ 141 ]         | 예            |
| F1 2017                                         | 코드마스터스                          | 코드마스터스                                 | 2017-08-25 | [ 144 ]         | 예            |
| 소닉 매니아                                     | 세가                                  | 해드 캐넌, 파고다 웨스트 게임즈              | 2017-08-29 | [ 146 ] [ 147 ] | 예            |
| 라이프 이즈 스트레인지: 비포 더 스톰            | 스퀘어 에닉스                         | 덱 나인                                      | 2017-08-31 | [ 149 ]         | 예            |
| 모노폴리 플러스                                 | 유비소프트                            | 유비소프트 푸네                              | 2017-09-07 | [ 152 ]         | 아니오        |
| 위닝 일레븐 2018                                | 코나미                                | PES 프로덕션                                 | 2017-09-12 | [ 153 ]         | 아니오        |
| 디스아너드: 방관자의 죽음                       | 베데스다 소프트웍스                   | 아케인 스튜디오                              | 2017-09-15 | [ 154 ]         | 아니오        |
| 월드 랠리 챔피언십 7                            | 빅벤 인터렉티브                       | 카이로톤                                     | 2017-09-15 | [ 155 ]         | 아니오        |
| 마벨 VS 캡콤: 인피니티                          | 캡콤                                  | 캡콤                                         | 2017-09-19 | [ 156 ]         | 아니오        |
| 토탈 워: 워해머 2                               | 세가                                  | 크리에이티브 어셈블리                        | 2017-09-27 | [ 157 ]         | 발매되지 않음 |
| FIFA 18                                         | 일렉트로닉 아츠                       | EA 캐나다                                    | 2017-09-28 | [ 158 ]         | 발매되지 않음 |
| 사우스 파크: 더 프랙처드 벗 홀                  | 유비소프트                            | 사우스 파크 디지털 스튜디오                  | 2017-10-17 | [ 159 ]         | 발매되지 않음 |

## 이전에 적용된 데누보 게임 목록
| 이름                    | 출판사              | 개발사              | 출시일     | 출처    | 삭제 날짜  | 크랙된 여부 |
| ----------------------- | ------------------- | ------------------- | ---------- | ------- | ---------- | ----------- |
| 더 클림                 | 크라이텍            | 크라이텍            | 2016-04-28 | [ 160 ] | 2016-12-10 | 아니오      |
| 둠                      | 베데스다 소프트웍스 | 이드 소프트웨어     | 2016-05-13 | [ 162 ] | 2016-12-08 | 예          |
| 인사이드                | 플레이데드          | 플레이데드          | 2016-07-07 | [ 164 ] | 2016-11-23 | 예          |
| 홈프론트: 더 레볼루션   | 딥 실버             | 댐버스터 스튜디오   | 2016-05-17 | [ 166 ] | 2017-03-06 | 아니오      |
| 타이탄폴 2              | 일렉트로닉 아츠     | 리스폰 엔터테인먼트 | 2016-10-28 | [ 168 ] | 2017-03-31 | 아니오      |
| 2Dark                   | 빅벤 인터렉티브     | 글루미우드          | 2017-03-10 | [ 170 ] | 2017-04-19 | 예          |
| 사이베리아 3            | 마이크로이드        | 마이크로이드        | 2017-04-20 | [ 173 ] | 2017-04-27 | 예          |
| 라임                    | 그레이 박스         | 테킬라 웍스         | 2017-05-26 | [ 176 ] | 2017-06-02 | 예          |
| 히트맨                  | 스퀘어 에닉스       | IO 인터랙티브       | 2016-03-11 | [ 179 ] | 2017-06-20 | 예          |
| 매스 이펙트: 안드로메다 | 일렉트로닉 아츠     | 바이오웨어          | 2017-03-21 | [ 182 ] | 2017-07-07 | 예          |
| 어드리프트              | 505 게임즈          | 쓰리 원 제로        | 2016-03-29 | [ 185 ] | 2017-09-14 | 예          |